# Raheem Sterling
Raheem Shaquille Sterling (* 8. prosince 1994 Kingston) je anglický profesionální fotbalista s jamajskými kořeny, který hraje na pozici křídelníka či útočníka za anglický klub Arsenal FC, kde je na hostování z anglické Chelsea FC a za anglický národní tým.
Sterling, narozený na Jamajce, se v pěti letech se svou rodinou přestěhoval do Londýna a svou kariéru zahájil v Queens Park Rangers. V roce 2010 podepsal smlouvu s Liverpoolem. V roce 2014 mu byla udělena cena Golden Boy. V červenci 2015, po dlouhém sporu o novou smlouvu v Liverpoolu, přestoupil do konkurenčního Manchesteru City za poplatek okolo 49 milionů liber, což je nejvyšší poplatek za přestup, jaký byl kdy za anglického hráče zaplacen. Poté pomohl Manchesteru vyhrát v sezonách 2017/18 a 2018/19 dva tituly v Premier League. V sezóně 2018/19 byl jmenován do Jedenáctky sezóny v Premier League a vyhrál ocenění Mladý hráč roku podle PFA a Hráč roku podle FWA .
Sterling debutoval za Anglickou reprezentaci v listopadu 2012; předtím také hrával v mládežnických výběrech do 16, 17, 19 a do 21 let. Hrál i na Mistrovství světa 2014 a 2018 a na Euru 2016.

## Mládí
Sterling se narodil ve čtvrti Maverley v Kingstonu na Jamajce a strávil tam své dětství. Jeho matka, Nadine Clarke, byla dříve profesionální atletkou jamajského národního atletického týmu; Raheem zřejmě po ní zdědil jeho jedinečný běžecký styl. Jeho otec byl zavražděn na Jamajce, když měl Sterling dva roky. V pěti letech emigroval se svou matkou do Neasdenu v Londýně, a navštěvoval Copland School ve Wembley v severozápadním Londýně. Kvůli problémům s chováním strávil Sterling tři roky ve Vernon House, nápravné škole v Neasdenu.

## Klubová kariéra

### Začátky kariéry
Sterling strávil čtyři roky s místním mládežnickým týmem Alpha & Omega, než se ve věku 10 let dostal do akademie Queens Park Rangers jako útočník. Sterling byl následně na testech v Arsenalu, Chelsea, Fulhamu, Liverpoolu a Manchesteru City. Matka však nechtěla aby si v vybral místní klub, aby unikl nepřátelské kultuře gangů v Londýně.

### Liverpool

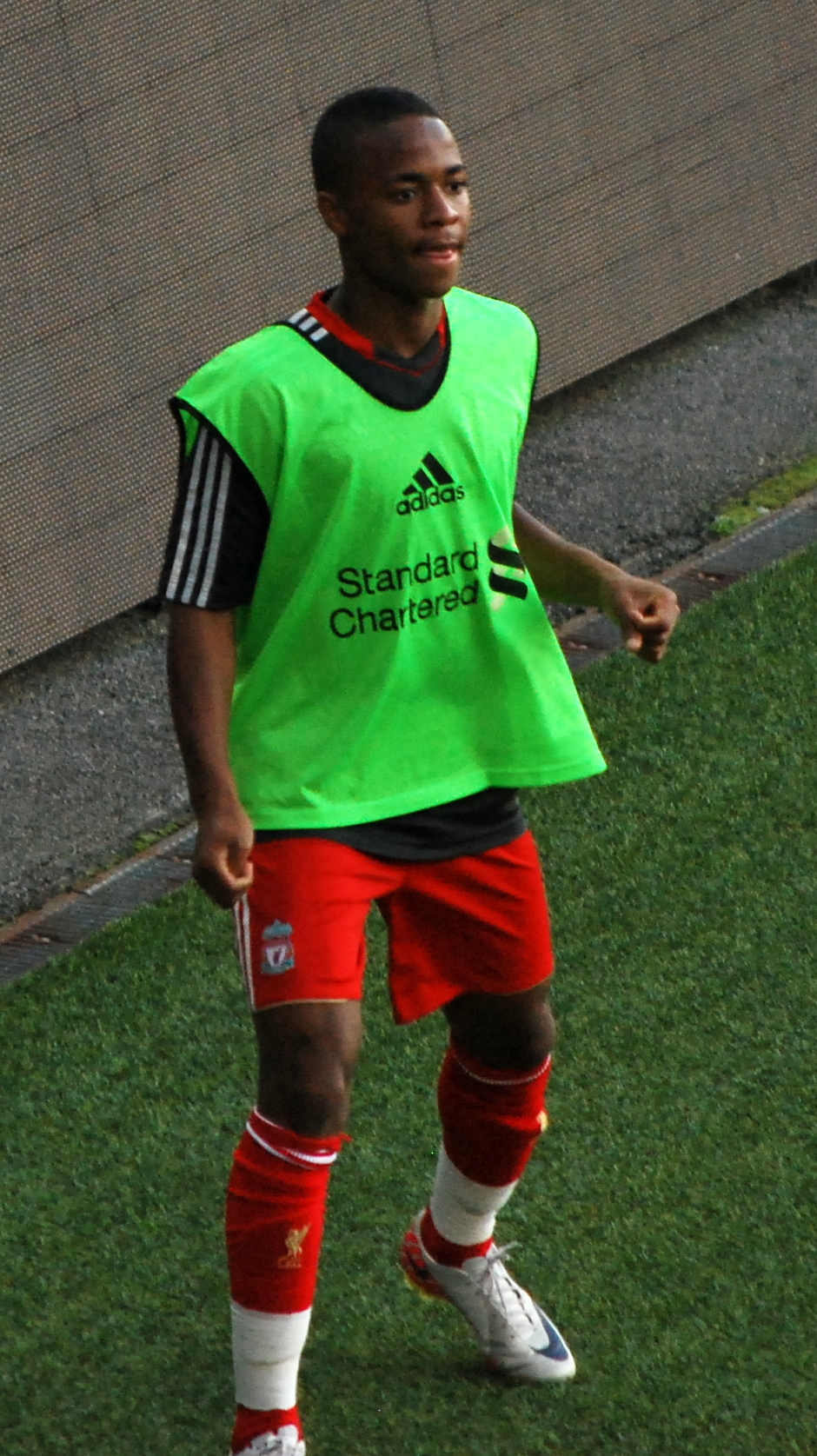
Sterling se rozcvičuje v dresu Liverpoolu (2011)

Sterling tedy přestoupil do Liverpoolu, a to v únoru 2010 tehdejšími řediteli akademie Frankem McParlandem a Rafaelem Benítezem za poplatek ve výši 450 tisíc liber, s možností navýšení až na 2 miliony liber v závislosti na počtu odehraných utkání za první tým.
Zpočátku hrál v akademii, debutoval v týmu do 18 let v derby proti Evertonu. Sterling vstřelil svůj první gól v přátelském zápase proti Hibernian, který skončil remízou 2:2. Jeho prvním zápasem v Premier Academy League byla remíza 2:2 proti Aston Ville. Jeho první vítězný zápas odehrál v Bristolu o týden později. 15. prosince skóroval v FA Youth Cupu při vítězství 4:0 nad Notts County. 14. února 2011, Sterling vstřelil pět branek při výhře 9:0 nad Southend United.
24. března 2012, Sterling debutoval v prvním týmu jako náhradník v ligovém zápase proti Wiganu, ve věku 17 let a 107 dní, čímž se stal třetím nejmladším hráčem, co kdy nastoupil v A-týmu Liverpoolu. Odehrál další dva zápasy ve zbytku sezóny, opět jako náhradník.

#### 2012–14: Vývoj a průlom
V srpnu 2012 debutoval v evropských pohárech; nastoupil jako náhradník v předkole Evropské ligy proti Homelu, když nahradil Joea Colea. Následující týden Sterling vstřelil svůj první gól za první tým v první polovině přátelského utkání proti Bayeru Leverkusen. Dne 23. srpna 2012 se poprvé objevil v základní sestavě v kvalifikačním zápase Evropské ligy proti Hearts při výhře 0:1. První objevení v startující jedenáctce v lize přišlo o tři dny později v zápase s Manchesterem City. Odehrál celých 90 minut při prohře s Arsenalem 2. září a při remíze se Sunderlandem 15. září, kde zaznamenal jednu asistenci a byl jmenován mužem zápasu. Dne 19. září byl Sterling jedním ze skupiny teenagerů, kteří cestovali do Švýcarska odehrát zápas ve skupině Evropské ligy proti Young Boys. Ve druhé polovině vystřídal Stewarta Downinga; Liverpool zápas vyhrál 3:5. 20. října Sterling vstřelil svůj první soutěžní gól za Liverpool v 29. minutě zápase proti Readingu. Díky tomu se stal druhým nejmladším hráčem, který kdy skóroval v utkání za Liverpool (první je Michael Owen).
21. prosince 2012, podepsal Sterling prodloužení smlouvy a zavázal svou budoucnost Liverpoolu. 2. ledna 2013 vstřelil svůj druhý ligový gól za klub, když otevřel skóre proti Sunderlandu lobem nad brankářem Simonem Mignoletem.

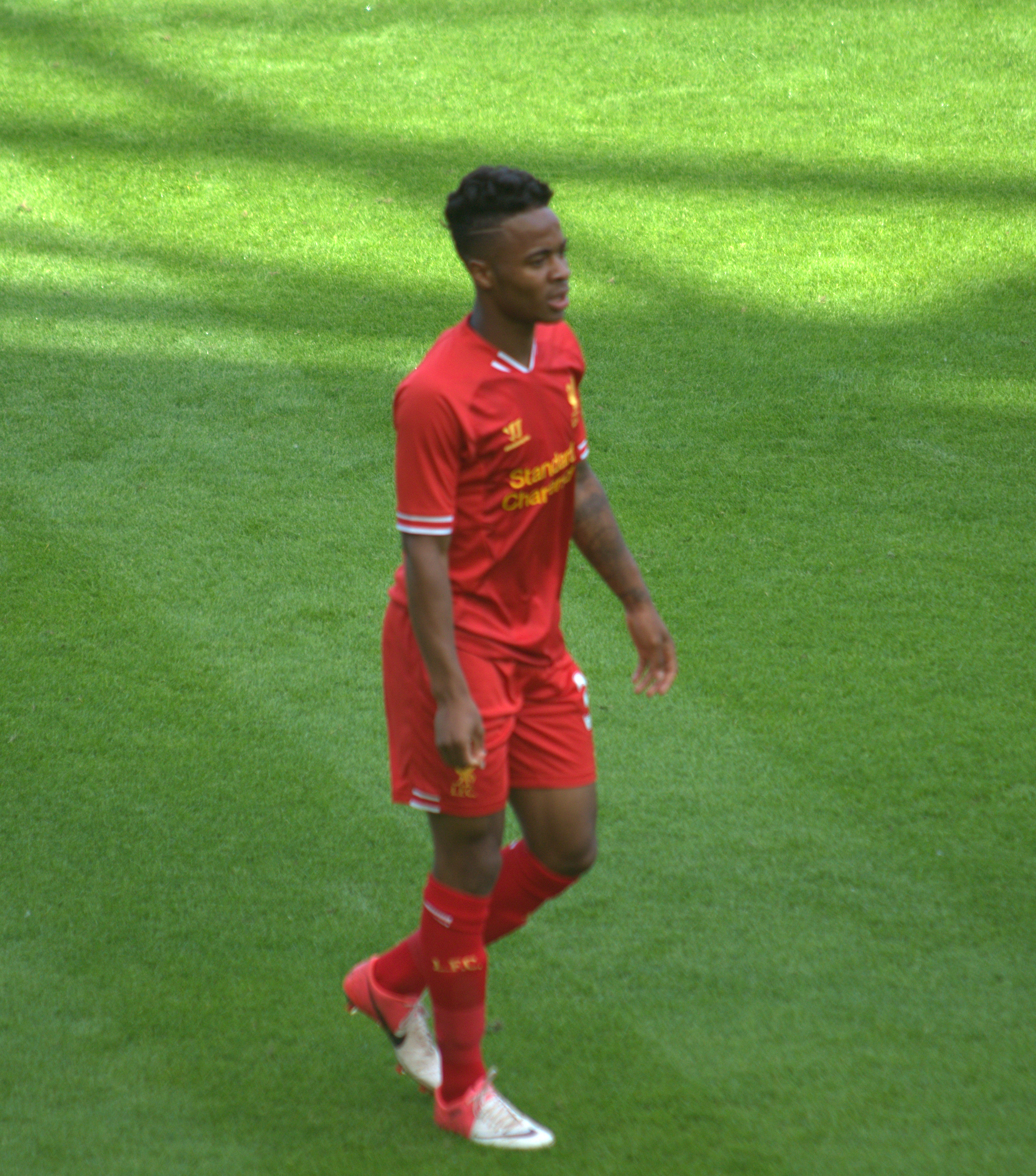
Sterling hrající za Liverpool (2013)

27. srpna 2013, vstřelil Sterling svůj první gól v sezóně 2013/14, dal úvodní gól utkání proti Notts County při výhře 4:2 v Ligovém poháru. 4. prosince Sterling vstřelil svůj první gól v Premier League v sezoně při vítězství 5:1 nad Norwichem. Jeho prosincová forma mu přinesla další dva góly, pomohl k výhrám proti Tottenhamu Hotspur (5:0) a Cardiffu (3:1). 8. února 2014 skóroval dvakrát na výhře 5:1 proti Arsenalu na Anfieldu. 13. dubna vstřelil první gól Liverpoolu při výhře 3:2 nad Manchesterem City. O týden později vstřelil dva góly a na další přihrál, když Liverpool vyhrál na Carrow Road proti Norwichi.
18. dubna 2014 se Sterling dostal mezi šestici hráčů v užším výběru pro ocenění Mladý hráč roku podle PFA. V dubnu byl jmenován Liverpoolským hráčem měsíce. Na konci sezóny byl zvolen Liverpoolským mladým hráčem roku.

#### 2014/15: Poslední sezóna za Liverpool
17. srpna 2014, Sterling skóroval, čímž pomohl Liverpoolu vyhrát úvodní zápas sezóny 2014/15 2:1 proti Southamptonu na Anfieldu. 31. srpna Sterling vstřelil úvodní gól zápasu při výhře ligy 0:3 proti Tottenhamu na White Hart Lane a byl jmenován hráčem zápasu. Sterling byl v srpnu jmenován liverpoolským hráčem měsíce .
16. září Sterling debutoval v Lize mistrů UEFA při vítězství 2:1 nad bulharským mister Ludogorcem Razgrad na Anfieldu. 14. prosince 2014, odehrál jeho 100. zápas za Liverpool v zápase proti Manchesteru United na Old Trafford. 17. prosince dvakrát skóroval v zápase proti Bournemouthu na Dean Court ve čtvrtfinále Ligového poháru.
20. prosince získal Sterling ocenění Golden Boy za rok 2014. "Je to tvrdá práce. Jsem opravdu rád, že lidé uznávají, že se snažím tvrdě pracovat a udělat pro tento fotbalový klub maximum. Jsem za tuto cenu opravdu vděčný," uvedl při převzetí ceny. Sterling byl oficiálně omluven ze zápasu FA Cupu proti AFC Wimbledon v lednu 2015, přičemž trenér Brendan Rodgers chtěl zabránit Sterlingovu vyčerpání. Ten využil volno na dovolenou na Jamajce.

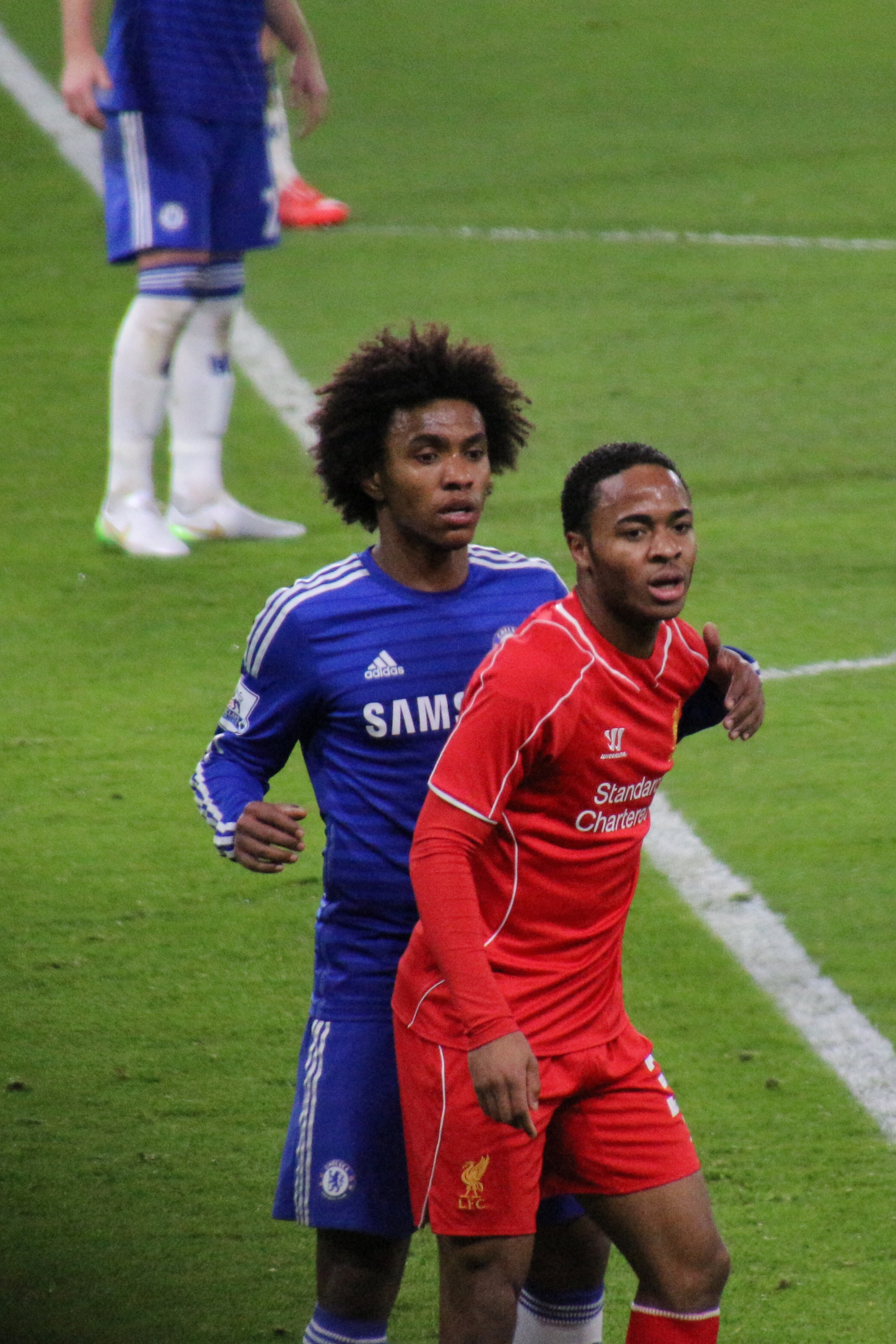
Sterling v souboji s Willianem (2015)

20. ledna 2015, vstřelil Sterling nádherný sólový gól proti Chelsea při remíze 1:1 v prvním zápase semifinále Ligového poháru na Anfieldu, když prošel kolem Nemanji Matiće a Garyho Cahilla a prostřelil Thibauta Courtoise. 31. ledna vstřelil úvodní gól zápasu při výhře 2:0 nad West Hamem. 4. února skóroval proti Boltonu Wanderers na stadionu Macron při výhře 1:2. 22. února vstřelil druhý gól Liverpoolu při výhře 0:2 nad Southamptonem.
Dne 13. dubna Sterling otevřel skóre vítězného zápasu s Newcastlem United. 19. května byl již druhým rokem v řadě jmenován liverpoolským mladým hráčem sezóny a při převzetí ceny jej fanoušci vypískali kvůli odmítnutí nové smlouvy; byl také vypískán 7. června, když hrál za Anglii v Dublinu. 16. dubna 2015, byl již podruhé za sebou nominován na ocenění Mladý hráč roku podle PFA.

#### Spor o nové smlouvě
9. února 2015 Brendan Rodgers uvedl, že byla Sterlingovi nabídnuta „neuvěřitelná nabídka“ na prodloužení smlouvy v Liverpoolu, podle některých zdrojů se mělo jednat až o 100 000 liber týdně. 20. března však Rodgers uvedl, že Sterlingova smlouva bude vyřešena nejdříve v létě.
1. dubna poskytl Sterling neoficiální rozhovor s BBC, kde potvrdil, že odmítl novou smlouvu, ale popřel, že by to bylo kvůli penězům. Zbývali mu dva roky smlouvy a řekl, že o nové smlouvě nebude do konce sezóny vyjednávat . O čtyři dny později Brendan Rodgers kritizoval Sterlingovy poradce (v čele s Aidym Wardem) za rozhovor a řekl: „Nejste 20letí chlapci, nezvednete telefon a nepožádáte o rozhovor s BBC. To se nedělá. Ale samozřejmě, pokud jste o to byli požádáni jinými stranami, pak to uděláte."
21. května poskytl Ward rozhovor deníku London Evening Standard se slovy: „Nezajímá mě klubové PR ani situace v klubu ... Rozhodně nic nepodepíše. Nepodepíše smlouvu s 700, 800, nebo 900 tisíci liber za týden.“
11. června Liverpool údajně odmítl počáteční nabídku za přestup Sterlinga ve výši 30 milionů liber od Manchesteru City. O týden později údajně odmítli i druhou nabídku od City za 40 milionů liber, přičemž Liverpool ocenil Sterlinga na 50 milionů liber. Sterling údajně později požádal o vynechání z předsezónního turné Liverpoolu do Asie, a vynechal dva tréninky kvůli nemoci. Toto chování se setkalo s rozsáhlou kritikou bývalých hráčů Liverpoolu, včetně Stevena Gerrarda, Jamieho Carraghera a Graemeho Sounesse.

### Manchester City

#### 2015/16: Rekordní přestup a debutová sezóna

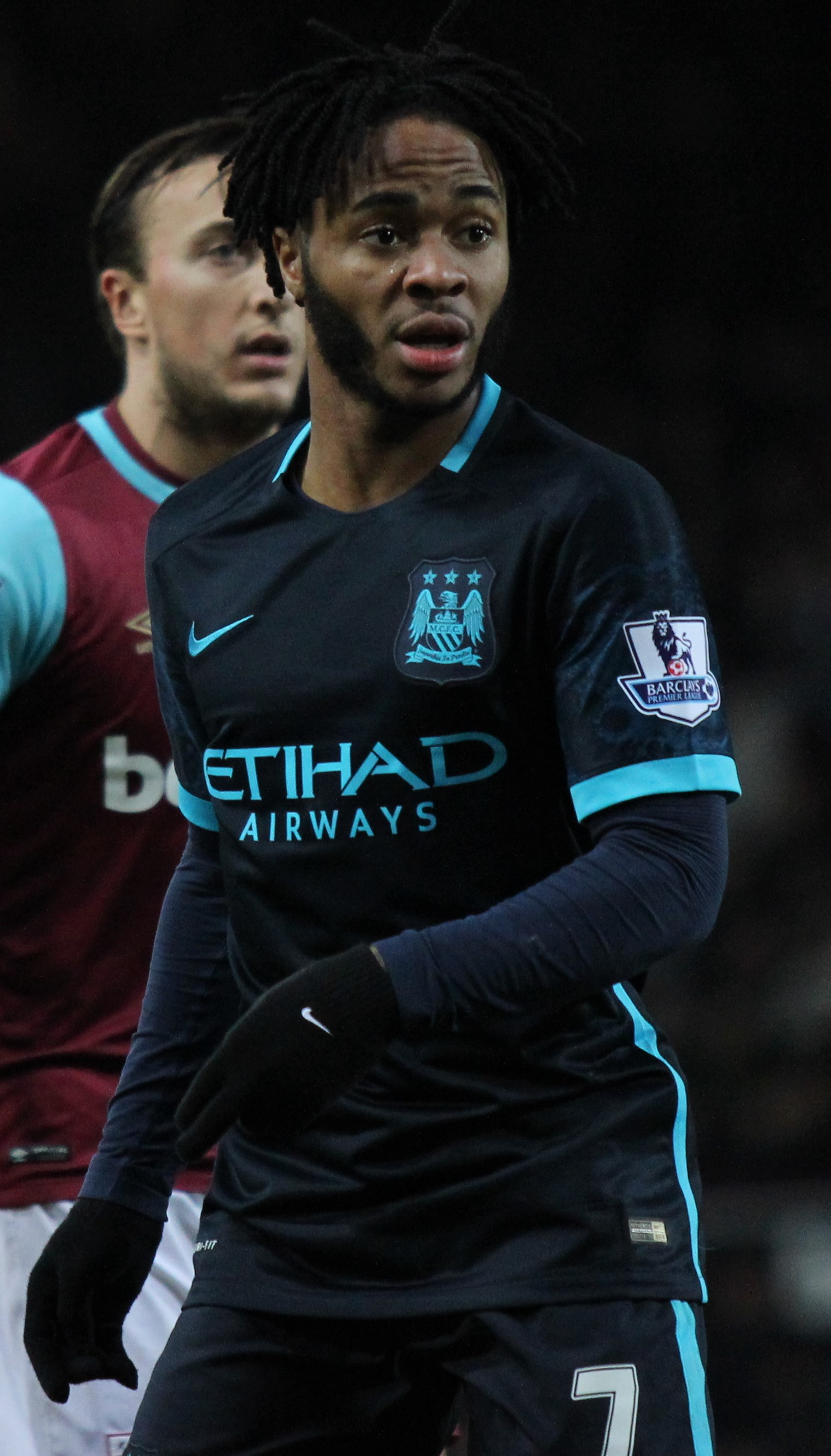
Sterling hrající za Manchester City (2016)

12. července 2015 byl dohodnut jeho přestupu do Manchesteru City za 44 milionů £, s dalšími potenciálními částkami 5 milionů £ v doplňcích, což z něj udělalo nejdražšího anglického fotbalistu všech dob (v roce 2019 jej předběhl obránce Harry Maguire, který přestoupil z Leicesteru do Manchesteru United za 80 miliónů liber). 14. července se Sterling oficiálně připojil k Manchesteru City a podepsal zde smlouvu na pět let. Jeho debut přišel 10. srpna; City zahájilo sezónu výhrou 0:3 nad West Bromwichem. O devatenáct dní později vstřelil Sterling svůj první soutěžní gól za Manchester City při v zápase s Watfordem na Etihad Stadium. Sterling zaznamenal svůj první hattrick v kariéře, když City 17. října porazilo Bournemouth 5:1.
3. listopadu vstřelil Sterling svůj první gól v Lize mistrů při vítězství 1:3 nad Sevillou. 8. prosince skóroval dvakrát v závěrečných deseti minutách posledního utkání základní skupiny proti Borussii Mönchengladbach, čímž pomohl otočit vývoj utkání a zajistil, aby City předskočilo Juventus v konečném pořadí skupiny. 20. března 2016 utrpěl zranění třísel při zápasu s Manchesterem United a byl na 8 týdnů mimo. Sterling díky tomu přišel o místo v základní sestavě.

#### 2016–18: Týmové a individuální úspěchy
Sterling se pravidelně objevoval v sestavě Manchesteru City pod vedením Pepa Guardioly v úvodních zápasech sezóny 2016/17. Stal se hráčem měsíce Premier League za srpen 2016 poté, co vstřelil dvě branky a poskytl jednu asistenci ve třech zápasech. Dne 21. února 2017 si Sterling připsal úvodní gól zápasu a asistoval u gólu Sergia Agüera při domácím vítězství 5:3 proti Monaku v Lize mistrů.
26. srpna 2017 vstřelil Sterling vítězný gól v nastavení v zápase proti Bournemouthu. Poté, co oslavoval vstřelení gólu mezi příznivci klubu, kteří vyběhli na hřiště, dostal druhou žlutou kartu od Mikea Deana. 29. listopadu 2017, zaznamenal Sterling vítězný gól v 96. minutě utkání proti Southamptonu. Během vítězství 5:0 nad Swansea dne 22. dubna 2018 vstřelil svůj osmnáctý ligový gól v sezoně, což byl jeho kariérní rekord.

#### 2018/19: Treble s City
Po Mistrovství světa se Sterling okamžitě vrátil do základní sestavy Manchesteru City. 12. srpna 2018, necelý měsíc po prohraném zápasu o třetí místo s Belgií, vstřelil Sterling úvodní gól při výhře Manchesteru City proti Arsenalu. Tato branka byla pro něj již padesátou v Premier League. 4. listopadu 2018, skóroval dvakrát a přidal ještě dvě asistence při vítězství 6:1 proti Southamptonu, vstřelil tak svůj 50. gól za Manchester City ve všech soutěžích. V listopadu 2018 prodloužil smlouvu o tři roky, aby zůstal v City až do roku 2023.
V prosinci 2018 Sterling tvrdil, že části médií sloužily k „podněcování rasismu“ zobrazováním mladých černých fotbalistů. Reagoval tím na fakt, že byl vystaven údajnému rasistickému zneužívání během porážky City 2:0 na půdě Chelsea.
Rok 2019 zahájil vítězstvím 2:1 proti Liverpoolu, kde asistoval při vítězném gólu Leroye Saného. 6. ledna 2019 vstřelil gól a na další přihrál při vítězství 7:0 proti Rotherhamu, City tak postoupili do čtvrtého kola FA Cupu. 3. února 2019 asistoval u dvou gólů Sergia Agüera při výhře nad Arsenalem, což pomohlo City přiblížit se na 2 body za první Liverpool. Dne 10. února 2019 vstřelil na Etihadu dva góly, čímž pomohl porazil Chelsea vysoko 6:0. 20. února 2019 v prvním zápase osmifinále Ligy mistrů proti Schalke vstřelil vítězný gól v 90. minutě při výhře 3:2. Ve finále Carabao Cupu 24. února 2019 si připsal vítěznou penaltu v penaltovém rozstřelu, díky čemuž se mohl radovat z výhry poháru. Následující měsíc vstřelil první hattrick od roku 2015 v rozmezí 13 minut - nejrychlejší hattrick v sezóně - čímž zajistil vítězství 3:1 nad Watfordem.  Znovu skóroval v odvetném zápase Ligy mistrů s Schalke; City vyhrálo 7:0 (celkově 10:2) a vyrovnalo tak rekord nejvyšší výhry ve vyřazovací fázi soutěže. Manchester City se po výhře 4:1 nad Brightonem 12. května radoval z uhájení první příčky v Premier League, když ligu vyhrál o bod před Liverpoolem. 17. dubna 2019 si Sterling připsal další hattrick při výhře 4:3 nad Tottenhamem v odvetě čtvrtfinále Ligy mistrů UEFA, byly však vyřazeni díky většímu počtu inkasovaných domácích gólů po prohře 1:0 v prvním zápase. 18. května 2019 skóroval dvakrát, když Manchester City porazil Watford 6:0 ve finále FA Cupu 2019, čímž dokonal domácí treble.
V sezóně 2018/19 byl jmenován do Jedenáctky sezóny Premier League a získal ocenění Mladý hráč roku podel PFA a Hráč roku podle FWA.

#### 2019/20
V Community Shieldu 4. srpna 2019 proti Liverpoolu vstřelil Sterling úvodní gól zápasu při remíze 1:1; Manchester City nakonec vyhrál po penaltovém rozstřelu 5:4. V úvodním zápase Manchesteru City v Premier League zaznamenal Sterling hattrick v druhé polovině utkání - svůj třetí v kalendářním roce - při výhře 5:0 nad West Hamem, díky kterému získali první místo v tabulce. 22. října 2019 Sterling zaznamenal svůj první hattrick v Lize mistrů při výhře 5: 1 nad Atalantou.
V únoru 2020, během rozhovoru pro AS, byl Sterling dotázán, zda by jednoho dne nechtěl hrát za Real Madrid. Řekl, že „Nikdo neví, co přinese budoucnost. Jsem hráč a jsem vždy otevřený výzvám, ale právě teď je moje výzva v City a jsem zde opravdu šťastný“.
11. července 2020, Sterling zaznamenal svůj třetí hattrick v sezóně v zápasu proti Brightonu. V posledních třech ligových zápasech sezóny přidal další tři góly a skončil s celkovým počtem 20 branek, což je jeho vůbec nejlepší výsledek v Premier League.
7. srpna 2020 vstřelil úvodní gól při domácím vítězství proti Realu Madrid a v osmifinále jej vyřadil z Ligy mistrů. Byl to jeho stý gól za City ve všech soutěžích a stal se prvním Angličanem, který dosáhnul tohoto čísla pro klub od Dennise Tuearta v roce 1981.

#### 2021/22
Navzdory tomu, že v základní sestavě dostávali od trenéra Pepa Guardioly mnohdy příležitost jiní, prosadil se 21. října 2021 při ligové výhře 3:0 proti Evertonu. Byl to celkově jeho 300. zápas v Premier League. Od roku 1992 pouze tři fotbalisté anglické ligy (Wayne Rooney, Gareth Barry a James Milner) této mety dosáhli v mladším věku.

## Reprezentační kariéra

### Mládežnické
Sterling poprvé reprezentoval Anglii na úrovni do 16 let v listopadu 2009 v zápase proti Severnímu Irsku. Když mluvil o možnosti hrát za Jamajku, Sterling řekl: „Až přijde na toto rozhodnutí, pak se rozhodnu, ale když mě Jamajská reprezentace povolá, tak proč ne?“
Sterling hrál za Anglii i na Mistrovství světa do 17 let 2011. V úvodním vítězství Anglie 2:0 proti Rwandě v Pachuce vstřelil gól z velké vzdálenosti. Skóroval také proti Argentině ve druhém kole v zápase, který Anglie vyhrála 4:2 na penalty. Dne 10. září 2012 byl Sterling poprvé povolán do A-týmu Anglie na kvalifikační zápas na mistrovství světa 2014 proti Ukrajině, kde byl však nevyužitým náhradníkem. Na začátku října byl poprvé povolán do mužstva Anglie do 21 let a debutoval jako náhradník během zápasu proti Srbsku 16. října. Dne 13. srpna 2013 vstřelil v týmu při výhře 6:0 proti Skotsku.

### Seniorská reprezentace

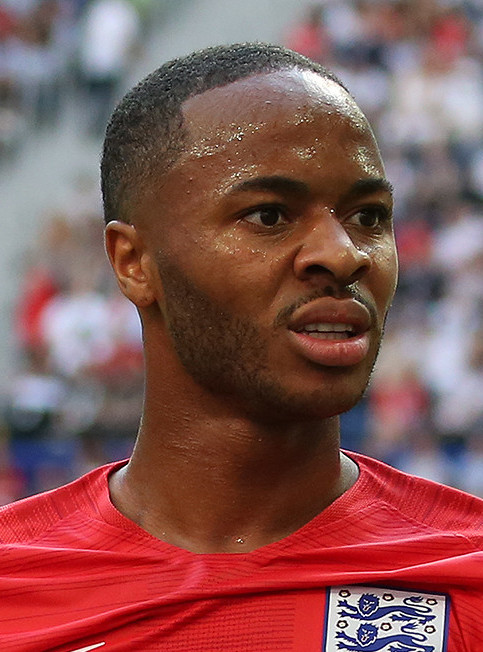
Sterling hrající za Anglii na Mistrovství světa (2018)

Sterling debutoval za Anglii dne 14. listopadu 2012 a začal v základní sestavě v přátelském utkání se Švédskem. 5. března 2014, odehrál Sterling svůj druhý zápas a byl jmenován mužem zápasu, když pomohl porazit Dánsko 1:0 v přátelském utkání na stadionu ve Wembley.
Dne 12. května 2014 byl Sterling nominován na Mistrovství světa 2014. V předturanjovém přátelském zápase 4. června proti Ekvádoru v Miami v jeho čtvrtém zápase Sterling zfauloval Antonia Valenciu, který reagoval popadnutím Sterlinga za krk; oba za své počiny dostali červenou kartu. Valencia se za svou reakci později omluvil. 14. června, začal Sterling v základní sestavě v zápase ve skupině, prohře 2:1 s Itálií v Manausu však nezabránil, ale byl zvolen nejlepším hráčem týmu.
27. března 2015, vstřelil Sterling svůj první gól za Anglickou reprezentaci v zápase proti Litvě na stadionu ve Wembley. 9. října 2015, vstřelil Sterling svůj druhý gól v kvalifikaci při vítězství proti Estonsku, po zápase se Anglie kvalifikovala na závěrečný turnaj, na který byl nominován a byl součástí týmu, který postoupil až do semifinále. 
Po sérii 27 zápasů bez vstřelené branky, skóroval dvakrát v zápase Ligy národů UEFA proti Španělsku dne 15. října 2018. Anglie zvítězila v zápase 3:2.
Sterling zaznamenal svůj první hattrick za Anglii 22. března 2019 při výhře 5:0 nad Českou republikou na stadionu ve Wembley v kvalifikaci na Euro 2020.
V listopadu 2019 byl Sterling vyloučen z anglického týmu poté, co se střetl s reprezentačním kolegou, ale klubovým soupeřem Joem Gomezem, který hraje za rivalský Liverpool.

## Osobní život
V roce 2013, s odvoláním na vliv své matky, byl Sterling citován slovy, že „není stoprocentně věřící, ale moje víra je silná. Až bude správný čas, budu plně křesťan.“ Dodal, že věří v Boha a že se pravidelně modlí. Má jednu dceru Melody Rose, narozenou v roce 2012 po krátkém vztahu. Jeho druhé jméno Shaquille pochází od jeho babičky, která v té době žila v Americe a chtěla ho pojmenovat po Shaquillu O'Nealovi.
8. srpna 2013 byl Sterling zatčen za údajný útok na svou bývalou přítelkyni, modelku. Nebyl shledán vinným před magistrátním soudem v Liverpoolu dne 20. září, kdy žalobce nebyl schopen poskytnout konzistentní důkazy. O několik měsíců dříve, 20. května 2013, bylo staženo obvinění z běžného napadení jiné ženy poté, co se svědek nedostavil k soudu.
V dubnu 2015 byl Sterling vyfotografován Sunday Mirror, který údajně kouřil vodní dýmku, a podle The Sun údajně vdechoval oxid dusný pro rekreační účely. Manažer Brendan Rodgers řekl: „Nemyslím si, že je to něco, co byste měli dělat, je to tak jednoduché ... Mladí hráči dělají chyby. Pokud se z nich poučí, je to důležité.“
V roce 2020 Sterling koupil VVS zlaté přívěsky se jménem pro své dva syny, Thai a Thiaga. Šperky, jejichž cena se odhaduje na 30 000 $, navrhl je britsko-nigerijský designér a klenotník Godson Umeh..
Sterling má na noze vytetovanou pušku M16. Dostal kritiku od skupin proti násilí, ale řekl, že tetování mělo hlubší význam a odkazoval se na svého otce, který byl zabit, když byl Sterlingovi dva roky.
Dne 21. srpna 2020 se Sterling zúčastnil večírku k oslavě 34. narozenin Usaina Bolta. Hosté nenosili roušky, tančili na otevřeném poli na píseň jamajské reggae zpěvačky Koffee „Lockdown“. Ještě předtím, že byl Bolt 24. srpna pozitivně testován na COVID-19 a musel se izolovat ve svém domě, již Sterlingovi bylo doporučeno, aby se izoloval také kvůli možnému rozšíření viru.

## Sponzorství
V roce 2012 Sterling podepsal sponzorskou dohodu s americkým dodavatelem sportovního oblečení a vybavení, společností Nike. V listopadu 2012 se objevil v reklamě na nové kopačky Nike Green Speed II po boku Maria Götzeho, Thea Walcotta, Edena Hazarda, Christiana Eriksena a Stephana El Shaarawyho. V lednu 2013 byl u představení nového modelu Nike Mercurial Vapor IX.

## Statistiky

### Klubové
K zápasu odehranému 15. srpna 2020
| Klub            | Sezóna  | Liga           | Liga   | Liga | FA Cup | FA Cup | EFL Cup | EFL Cup | Evropské poháry | Evropské poháry | Ostatní | Ostatní | Celkem | Celkem |
| Klub            | Sezóna  | Liga           | Zápasy | Góly | Zápasy | Góly   | Zápasy  | Góly    | Zápasy          | Góly            | Zápasy  | Góly    | Zápasy | Góly   |
| --------------- | ------- | -------------- | ------ | ---- | ------ | ------ | ------- | ------- | --------------- | --------------- | ------- | ------- | ------ | ------ |
| Liverpool       | 2011/12 | Premier League | 3      | 0    | 0      | 0      | 0       | 0       | —               | —               | —       | —       | 3      | 0      |
| Liverpool       | 2012/13 | Premier League | 24     | 2    | 1      | 0      | 1       | 0       | 10              | 0               | —       | —       | 36     | 2      |
| Liverpool       | 2013/14 | Premier League | 33     | 9    | 3      | 0      | 2       | 1       | —               | —               | —       | —       | 38     | 10     |
| Liverpool       | 2014/15 | Premier League | 35     | 7    | 5      | 1      | 4       | 3       | 8               | 0               | —       | —       | 52     | 11     |
| Liverpool       | Celkem  | Celkem         | 95     | 18   | 9      | 1      | 7       | 4       | 18              | 0               | —       | —       | 129    | 23     |
| Manchester City | 2015/16 | Premier League | 31     | 6    | 2      | 1      | 4       | 1       | 10              | 3               | —       | —       | 47     | 11     |
| Manchester City | 2016/17 | Premier League | 33     | 7    | 5      | 1      | 1       | 0       | 8               | 2               | —       | —       | 47     | 10     |
| Manchester City | 2017/18 | Premier League | 33     | 18   | 2      | 1      | 3       | 0       | 8               | 4               | —       | —       | 46     | 23     |
| Manchester City | 2018/19 | Premier League | 34     | 17   | 4      | 3      | 3       | 0       | 10              | 5               | 0       | 0       | 51     | 25     |
| Manchester City | 2019/20 | Premier League | 33     | 20   | 4      | 1      | 5       | 3       | 9               | 6               | 1       | 1       | 52     | 31     |
| Manchester City | Celkem  | Celkem         | 164    | 68   | 17     | 7      | 16      | 4       | 45              | 20              | 1       | 1       | 243    | 100    |
| Celkem          | Celkem  | Celkem         | 259    | 86   | 26     | 8      | 23      | 8       | 63              | 20              | 1       | 1       | 372    | 123    |

1. 1 2  Zápasy v Evropské lize
2. 1 2 3 4 5 6  Zápasy v Lize mistrů
3. ↑  Zápas v Community Shield

### Reprezentační
K zápasu odehranému 17. listopadu 2019
| Anglie | Anglie | Anglie |
| Rok    | Zápasy | Góly   |
| ------ | ------ | ------ |
| 2012   | 1      | 0      |
| 2014   | 12     | 0      |
| 2015   | 7      | 2      |
| 2016   | 9      | 0      |
| 2017   | 6      | 0      |
| 2018   | 12     | 2      |
| 2019   | 9      | 8      |
| Celkem | 56     | 12     |

#### Reprezentační góly
K zápasu odehranému 17. listopadu 2019. Skóre a výsledky Angliejsou vždy zapisovány jako první.
| Gól | Datum            | Místo                                          | Zápas | Soupeř     | Skóre | Výsledek | Soutěž                   | Pozn.   |
| --- | ---------------- | ---------------------------------------------- | ----- | ---------- | ----- | -------- | ------------------------ | ------- |
| 1.  | 27 . března 2015 | Wembley Stadium, Londýn, Anglie                | 14.   | Litva      | 3:0   | 4:0      | Kvalifikace na Euro 2016 | [ 114 ] |
| 2.  | 9 . října 2015   | Wembley Stadium, Londýn, Anglie                | 18.   | Estonsko   | 2:0   | 2:0      | Kvalifikace na Euro 2016 | [ 115 ] |
| 3.  | 15 . října 2018  | Estadio Benito Villamarín, Sevilla, Španělsko  | 46.   | Španělsko  | 1:0   | 3:2      | Liga národů 2018/19      | [ 136 ] |
| 4.  | 15 . října 2018  | Estadio Benito Villamarín, Sevilla, Španělsko  | 46.   | Španělsko  | 3:0   | 3:2      | Liga národů 2018/19      | [ 136 ] |
| 5.  | 22 . března 2019 | Wembley Stadium, Londýn, Anglie                | 48.   | Česko      | 1:0   | 5:0      | Kvalifikace na Euro 2020 | [ 119 ] |
| 6.  | 22 . března 2019 | Wembley Stadium, Londýn, Anglie                | 48.   | Česko      | 3:0   | 5:0      | Kvalifikace na Euro 2020 | [ 119 ] |
| 7.  | 22 . března 2019 | Wembley Stadium, Londýn, Anglie                | 48.   | Česko      | 4:0   | 5:0      | Kvalifikace na Euro 2020 | [ 119 ] |
| 8.  | 25 . března 2019 | Podgorica City Stadium, Podgorica, Černá Hora  | 49.   | Černá Hora | 5:1   | 5:1      | Kvalifikace na Euro 2020 | [ 137 ] |
| 9.  | 7 . září 2019    | Wembley Stadium, Londýn, Anglie                | 52.   | Bulharsko  | 3:0   | 4:0      | Kvalifikace na Euro 2020 | [ 138 ] |
| 10. | 10 . září 2019   | St Mary's Stadium, Southampton, Anglie         | 53.   | Kosovo     | 1:1   | 5:3      | Kvalifikace na Euro 2020 | [ 139 ] |
| 11. | 14 . října 2019  | Národní stadion Vasil Levski, Sofie, Bulharsko | 55.   | Bulharsko  | 4:0   | 6:0      | Kvalifikace na Euro 2020 | [ 140 ] |
| 12. | 14 . října 2019  | Národní stadion Vasil Levski, Sofie, Bulharsko | 55.   | Bulharsko  | 5:0   | 6:0      | Kvalifikace na Euro 2020 | [ 140 ] |

## Ocenění
Manchester City
- Premier League: 2017/18, 2018/19[2]
- FA Cup: 2018/19[141]
- EFL Cup: 2015/16,[142] 2018/19,[143] 2019/20[144]
- Community Shield: 2019[145]

Individuální
- Liverpoolský mladý hráč sezóny: 2013/14,[146] 2014/15[147]
- Golden Boy: 2014[42]
- Jedenáctka sezóny Ligy mistrů UEFA: 2018/19,[148] 2019/20[149]
- Hráč měsíce v Premier League: Srpen 2016, Listopad 2018[2]
- Jedenáctka sezóny Premier League: 2018/19[150]
- Mladý hráč roku podle PFA: 2018/19[151]
- Hráč roku podle FWA: 2018/19[152]